# Ocellularia virens
Ocellularia virens är en lavart som först beskrevs av Johannes Müller Argoviensis och som fick sitt nu gällande namn av Mason Ellsworth Hale 1980. 
Ocellularia virens ingår i släktet Ocellularia och familjen Thelotremataceae. Inga underarter finns listade i Catalogue of Life.